# نظمي بيلجى
نظمي بيلجى (بالتركية: Nazmi Bilge)‏ هو لاعب كرة قدم ومدرب كرة قدم تركي في مركز الهجوم، ولد في 10 أكتوبر 1934 في طرابزون في تركيا، وتوفي في 8 أغسطس 2013 في تركيا. لعب مع آلتاي إزمير.

## وصلات خارجية
- نظمي بيلجى على موقع اتحاد تركيا (لاعب) (الإنجليزية)
- نظمي بيلجى على موقع قاعدة بيانات كرة القدم.إي يو (الإنجليزية)
- نظمي بيلجى على موقع Soccerway.com (الإنجليزية)
- نظمي بيلجى على موقع عالم كرة القدم.نت (الإنجليزية)